# Катрфаж, Жан-Луи-Арман
Жан-Луи-Арман Катрфаж (фр. Jean Louis Armand de Quatrefages de Bréau; 10 февраля 1810 — 12 января 1892) — французский зоолог и антрополог. 
Член Французской академии наук (1852), иностранный член Баварской академии наук (1864), Лондонского королевского общества (1879).

## Биография
Воспитывался в Турнонском лицее, а затем на медицинском факультете Страсбургского университета. В 1832 году он получил степень доктора медицины и, поселившись в Тулузе, занимался медицинской практикой, причём, однако, интересовался и сравнительной анатомией, по которой им было представлено Парижской академии исследование об Anodonta, доставившее ему звание доцента зоологии в Тулузском университете. С этих пор Катрфаж оставил медицину и в 1840 году переселился в Париж, где получил возможность значительно пополнить свои зоологические сведения и совершить несколько поездок к берегам моря для изучения морской фауны. Поездки эти дали материал для нескольких специальных мемуаров и в особенности для большой монографии о кольчатых червях («Histoire naturelle des annelides etc.», 3 т., с 398 рис.). Им собраны были также наблюдения над свечением морских животных, а затем он был одним из первых инициаторов по искусственному рыбоводству во Франции. В 1858—1859 годах Катрфаж был командирован на юг Франции для изучения болезней шелковичного червя, результатом каковой поездки явились обширные мемуары со многими рисунками «Etudes» и «Nouvelles recherches sur les maladies du Ver-a-soie»). В 1849 году Катрфаж был назначен преподавателем естественных наук в Лицее Генриха IV, в 1852 году избран членом Академии наук, а в 1859 году получил кафедру антропологии в музее естественной истории. Это последнее назначение заставило его сосредоточиться исключительно на естественной истории человека, которою он интересовался и раньше. В 1861 году им был издан один из его курсов, под заглавием «Единство человеческого рода» (переведено и на русский язык, так же, как и написанные им ранее «Превращения в мире животных и человека»). Из последующих его трудов назовем: «Les Polynesiens et leurs migrations» (1865); «Ч. Дарвин и его французские предшественники» (1870); «L’Espéce humaine» (1889, 9-е изд.); «Hommes fossiles et hommes sauvages» (1884) — собрание статей, напечатанных ранее в периодических изданиях и касающихся древности человека, папуасов, негритосов, полинезийцев, тодов Индии и финнов); «Les pygmes» — разбор древних и новых сведений о малорослых племенах, особенно Африки и Южн. Азии (1887); «Histoire générale des races humaines» (1887—1889, 2 т., со множ. рисунков). В 1873—1880 годах в сотрудничестве с Ами (Hamy) им обработан обширный труд «Crania ethnic» («Расовые черепа»), результат изучения краниологических коллекций Парижского музея (большой том in 4° с атласом из 100 таблиц in-folio). Катрфажу принадлежит значительное участие в разработке вопроса о древности человека в Европе. В последние годы своей жизни он состоял почётным президентом Парижского географического общества. Он был в Москве в 1879 году, по поводу бывшей тогда антропологической выставки, когда им прочитан был и реферат об остатках ископаемого человека в Бразилии. Горячий патриот, Катрфаж был крайне возмущён бомбардировкой немцами Парижа и написал брошюру «La race prussiènne», в которой доказывал, что пруссаки — онемеченные славяне, литовцы и финны. Весьма симпатичный по своему характеру, пользовавшийся всеобщим уважением, прекрасно владевший даром слова Катрфаж не был, однако, таким учёным, с именем которого связана была бы новая эпоха в науке. В этом отношении Дарвин, Брока, Вирхов — должны быть поставлены много выше его. Катрфаж шёл по проложенному уже пути, руководился установленными методами, и его лучшие труды имеют характер обобщений или анализа материалов, собранных большею частью другими. Катрфаж был поборником обособленного «Царства человека», признавал за одно из главных отличий человека — его «religiosité» и заявил себя противником Дарвина и его теории, хотя в такой форме, что сам Дарвин относился к нему с уважением. Летом 1894 года на месте его родины Катрфажу воздвигнут памятник.